# Duc d'Irlande
Le titre de duc d'Irlande fut créé en 1386 pour Robert de Vere, 9e comte d'Oxford, un proche compagnon et conseiller de Richard II d'Angleterre, qui l'avait précédemment créé marquis de Dublin. À cette période, seulement quelques parties de l'Irlande (la suzeraineté d'Irlande) était sous la domination anglaise. En dépit de son nom, le titre est généralement considéré comme ayant appartenu à la pairie d'Angleterre. 
C'était la première fois que des titres de marquis et de duc étaient créés pour une personne n'appartenant pas à la famille royale. Le duc tomba en disgrâce peu de temps après avoir reçu le titre, qui lui fut confisqué en 1388.
Depuis qu'Henri VIII d'Angleterre prit le titre de roi d'Irlande en 1541, l'Irlande ne fut plus associé à un titre de duc.

## Marquis de Dublin (1385)
- 1385-1386 : Robert de Vere († 1392), 9e comte d'Oxford.

## Duc d'Irlande (1386)
- 1386-1388 : Robert de Vere († 1392), 9e comte d'Oxford.